# 中共中央关于全面深化改革若干重大问题的决定
《中共中央关于全面深化改革若干重大问题的决定》由2013年11月中国共产党第十八届中央委员会第三次全体会议审议通过，被舆论解读为“中国改革新程的总纲领”；针对土地、财税、金融、收入分配等社会关注的焦点问题，《决定》给出了一定的改革目标，2014年后“四个全面”战略布局的概念提出。

## 起草
《决定》起草小组组长由中共中央总书记习近平担任，副组长包括中共中央政治局常委刘云山和张高丽。
廣受海內外關注的中央全面深化改革領導小組正副組長名單，2014年1月22日正式公布。組長由習近平擔任，3名副組長分別是中央政治局常委李克強、劉雲山和張高麗。

## 决定内容
全文分16项共60条内容：
1. 全面深化改革的重大意义和指导思想
2. 坚持和完善基本经济制度
3. 加快完善现代市场体系
4. 加快转变政府职能
5. 深化财税体制改革
6. 健全城乡发展一体化体制机制
7. 构建开放型经济新体制
8. 加强社会主义民主政治制度建设
9. 推进法治中国建设
10. 强化权力运行制约和监督体系
11. 推进文化体制机制创新
12. 推进社会事业改革创新
13. 创新社会治理体制
14. 加快生态文明制度建设
15. 深化国防和军队改革
16. 加强和改善党对全面深化改革的领导

## 重要内容
一些媒体通过对全文的归纳，总结出以下一些重要内容：
- 《决定》中提出的改革任务到2020年完成[7]
- 让市场在资源配置中起决定性作用[8]
- 至2020年国企上缴红利比例提到30%，允许非国有资本参股国有资本投资项目
- 对垄断行业国企实行政企分开等改革[9]
- 推进石油、电力等价格改革，放开竞争性环节价格
- 建立城乡统一的建设用地市场[10]
- 允许民资设立中小型银行[11]
- 除事关国家安全等项目投资外，政府不需要审批[12]
- 逐步取消科研院校、医院等单位的行政级别[13]
- 废止劳动教养制度，逐步减少死刑适用的罪名[14]
- 推动纪检工作双重领导体制，查办腐败案件以上级纪委领导为主，中纪委向中央一级机关派驻纪检机构[15][16]
- 探索实行官邸制[17]
- 单独夫妇可生育两个孩子
- 研究制定渐进式延迟退休年龄政策[18][19]
- 设立国家安全委员会
- 改革信访工作制度，实行网上受理信访制度
- 取消对生态脆弱扶贫县生产总值考核
- 成立全面深化改革领导小组
- 改革和完善干部考核评价制度[20]